# Liste der Biografien/Lef
Liste der Biografien |
Portal Biografien |
Personensuche
# |
A |
B |
C |
D |
E |
F |
G |
H |
I |
J |
K |
L |
M |
N |
O |
P |
Q |
R |
S |
T |
U |
V |
W |
X |
Y |
Z |
?
 
La |
Lb |
Lc |
Le |
Lg |
Lh |
Li |
Lj |
Ll |
Lm |
Lo |
Lp |
Lt |
Lu |
Lv |
Lw |
Lx |
Ly |
Lz
 
Lea |
Leb |
Lec |
Led |
Lee |
Lef |
Leg |
Leh |
Lei |
Lej |
Lek |
Lel |
Lem |
Len |
Leo |
Lep |
Leq |
Ler |
Les |
Let |
Leu |
Lev |
Lew |
Lex |
Ley |
Lez
Die Liste der Biografien führt alle Personen auf, die in der deutschsprachigen Wikipedia einen Artikel haben. Dieses ist eine Teilliste mit 200 Einträgen von Personen, deren Namen mit den Buchstaben „Lef“ beginnt.

## Lef

### Lefa
- Lefaivre, Albert (1830–1907), französischer Politiker, Diplomat und Schriftsteller
- Lefaivre, Liane (* 1949), Architekturkritikerin, Architekturhistorikerin und Autorin
- Lefanczik, Siegfried (1930–2016), deutscher Geher
- LeFante, Joseph A. (1928–1997), US-amerikanischer Politiker
- LeFanu, Nicola (* 1947), britische Komponistin und Musikpädagogin
- Lefaucheux, Casimir (1802–1852), französischer Büchsenmacher und Waffenschmied
- Lefaucheux, Marie-Hélène (1904–1964), französische Widerstandskämpferin, Politikerin und Frauenrechtlerin
- Lefaucheux, Pierre (1898–1955), französischer Unternehmer, Präsident des Renault-Konzerns
- LeFauve, Meg, US-amerikanische Drehbuchautorin und Filmproduzentin
- Lefavour, Henry (1862–1946), US-amerikanischer Physiker und Hochschulpräsident
- LeFavour, Nicole (* 1964), US-amerikanische Politikerin

### Lefd
- Lefdahl, Rolf (1882–1965), norwegischer Turner

### Lefe
- Lefeber, Judith (* 1981), deutsche Sängerin
- Lefeber, Sophia (* 1992), deutsche Jazzmusikerin (Gesang, Geige, Songwriting)
- Lefèbre, Wilhelm (1873–1974), deutscher Maler und Grafiker
- Lefébure, Estelle (* 1966), französisches Model und Schauspielerin
- Lefébure, Eugène (1838–1908), französischer Ägyptologe
- Lefebure, Leo D. (* 1952), US-amerikanischer Theologe
- Lefebure, Molly (1919–2013), britische Schriftstellerin
- Lefebure, Philippe (1908–1973), französischer Eishockeytorwart
- Lefébure, Yvonne (1898–1986), französische Pianistin
- Lefébure-Wély, Louis (1817–1869), französischer Organist und KomponistLouis Lefébure-Wély (1817–1869)

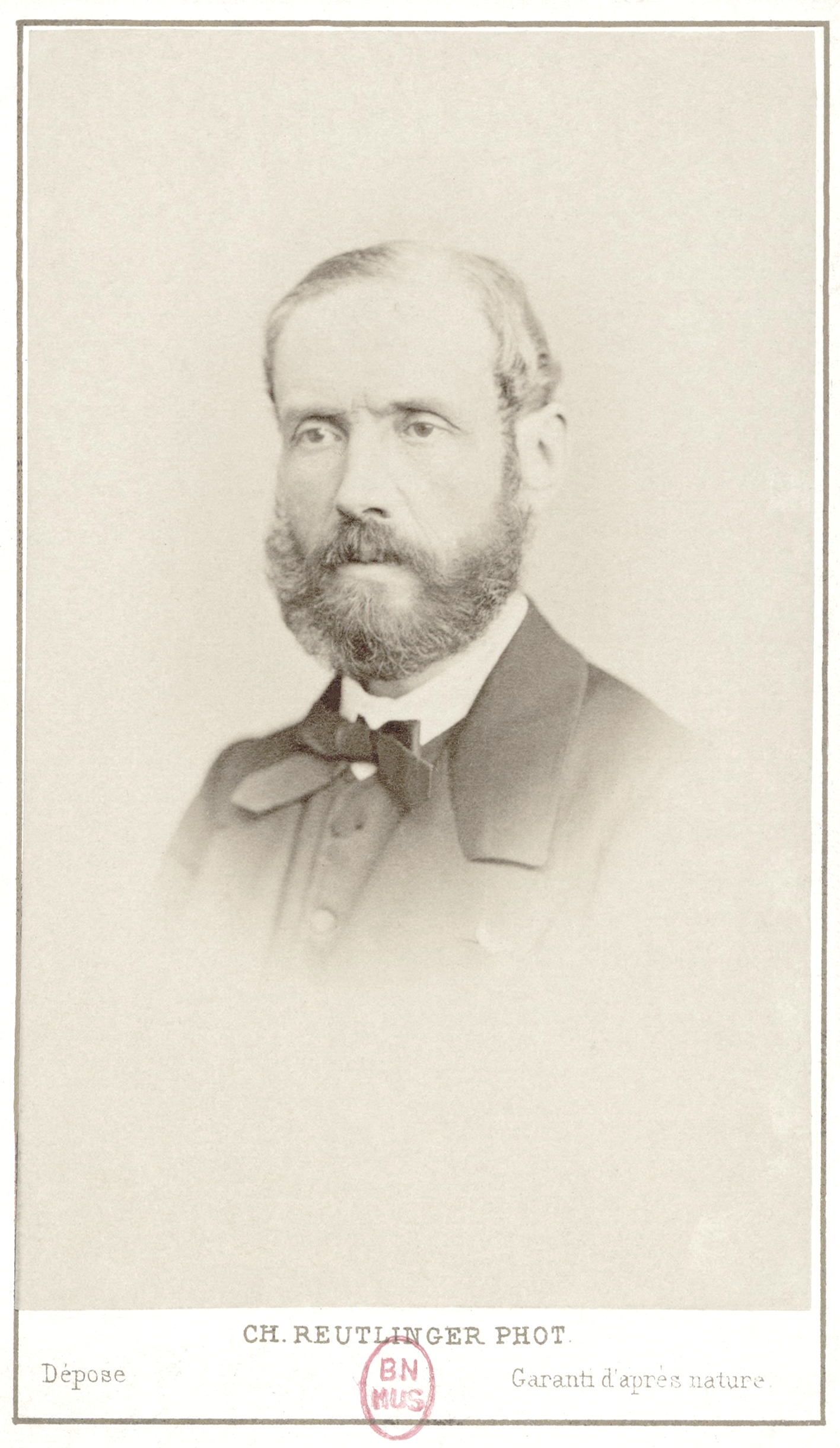
Louis Lefébure-Wély (1817–1869)

- Lefebvre de Cheverus, Jean-Louis (1768–1836), französischer Geistlicher, Erzbischof von Bordeaux und Kardinal
- Lefebvre de Laboulaye, André Louis (1876–1966), französischer Botschafter
- Lefebvre de Laboulaye, François (1917–1996), französischer Botschafter
- Lefebvre du Prey, Edmond (1866–1955), französischer Jurist und Politiker
- Lefèbvre, André (1894–1964), französischer Automobilrennfahrer und Automobilingenieur
- Lefèbvre, André (1902–1991), belgischer Ordensgeistlicher, römisch-katholischer Bischof von Kikwit
- Lefèbvre, Catherine (1753–1835), Herzogin von Danzig
- Lefebvre, Catherine (* 1959), französische Curlerin
- Lefèbvre, Charles (1843–1917), französischer Komponist
- Lefèbvre, Claude (1633–1675), französischer Porträtmaler
- Lefebvre, Claude (1931–2012), französischer Komponist und Dichter
- Lefèbvre, Dominique (1810–1865), französischer Missionar
- Lefebvre, Dominique (* 1961), französischer Landwirtschaftsfunktionär und Bankmanager
- Lefebvre, Félix (* 1999), französischer Filmschauspieler
- Lefebvre, François-Joseph (1755–1820), Marschall von Frankreich
- LeFebvre, Gary (1939–2013), US-amerikanischer Jazzmusiker
- Lefèbvre, Georges (1874–1959), französischer Historiker
- Lefebvre, Germain (1889–1946), kanadischer Opernsänger (Bass), Chorleiter und Musikpädagoge
- Lefebvre, Germain (1924–2008), kanadischer Sänger (Bass), Chorleiter und Musikpädagoge
- Lefebvre, Gilles (1922–2001), kanadischer Geiger
- Lefebvre, Guillaume (* 1981), kanadischer Eishockeyspieler
- Lefebvre, Gustave (1879–1957), französischer Ägyptologe und Altphilologe
- Lefebvre, Héloïse (* 1989), französische Jazzmusikerin (Geige, Komposition)
- Lefebvre, Henri (1901–1991), französischer marxistischer Philosoph, Soziologe und IntellektuellerHenri Lefebvre (1901–1991)

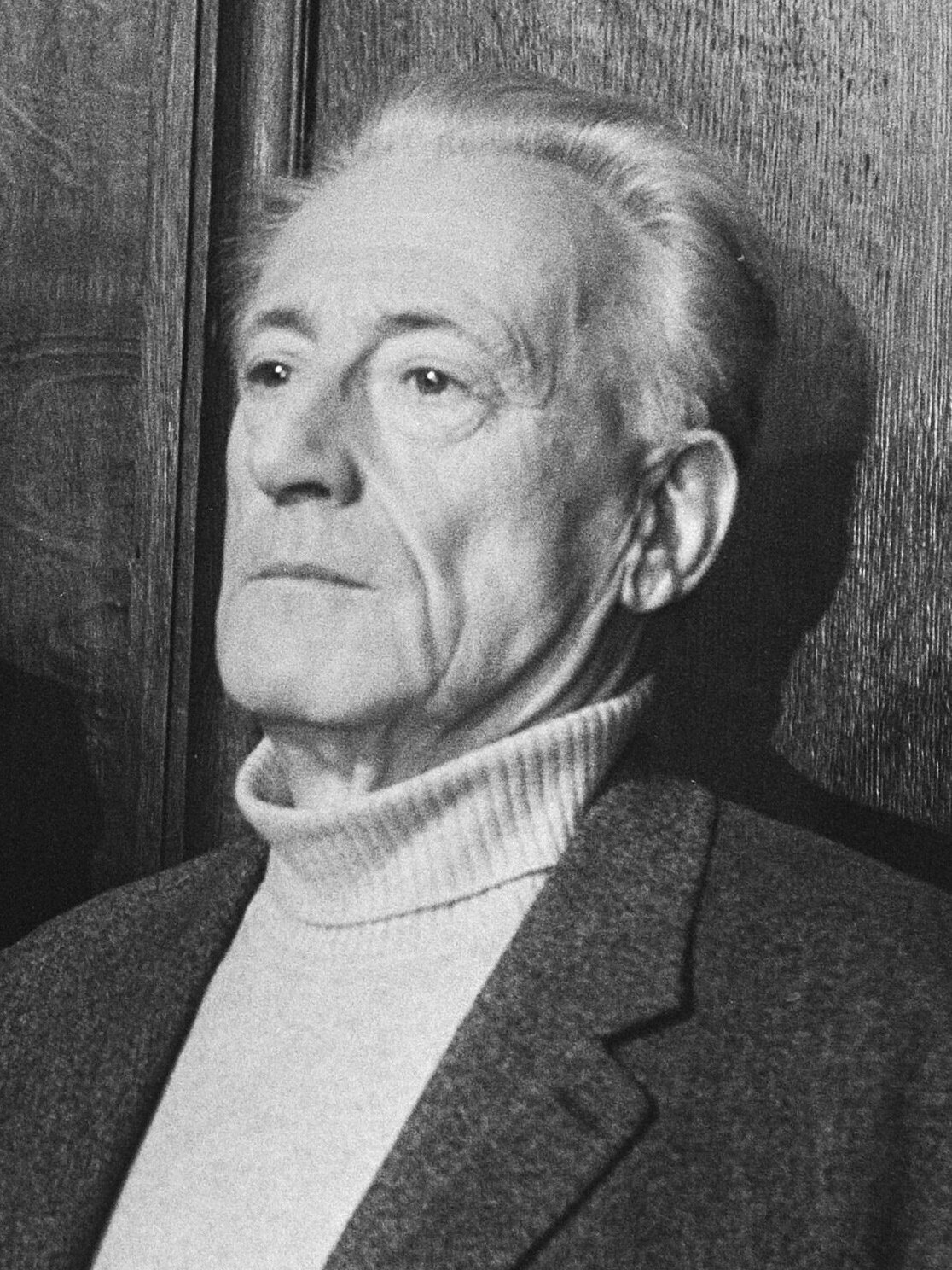
Henri Lefebvre (1901–1991)

- Lefèbvre, Hippolyte (1863–1935), französischer Bildhauer und Medailleur
- Lefèbvre, Hubert (1878–1937), französischer Rugbyspieler
- Lefebvre, Jean (1919–2004), französischer Schauspieler
- Lefèbvre, Jean-Claude (* 1945), französischer Autorennfahrer
- Lefèbvre, Jean-François (1745–1766), französischer Adeliger
- Lefèbvre, Joseph-Charles (1892–1973), französischer Geistlicher, Erzbischof von Bourges und Kardinal der römisch-katholischen Kirche
- Lefebvre, Jules-Joseph (1834–1912), französischer Maler
- Lefebvre, Louise-Rosalie (1755–1821), französische Theaterschauspielerin, Tänzerin und Sängerin
- Lefebvre, Marcel (1905–1991), katholischer Theologe und KirchenpolitikerMarcel Lefebvre (1905–1991)

Marcel Lefebvre (1905–1991)

- Lefebvre, Marie-Thérèse (* 1942), kanadische Musikwissenschaftlerin
- Lefebvre, Patrice (* 1967), italo-kanadischer Eishockeyspieler und -trainer
- Lefebvre, Paul (1907–1944), belgischer römisch-katholischer Geistlicher und Märtyrer
- Lefebvre, Philippe (* 1949), französischer Organist
- Lefebvre, Philippe (* 1960), römisch-katholischer Theologe und Hochschullehrer
- Lefebvre, René (1893–1976), belgischer Politiker
- Lefebvre, Robert (1907–1989), französischer Kameramann
- Lefebvre, Sébastien (* 1981), kanadischer MusikerSébastien Lefebvre (* 1981)

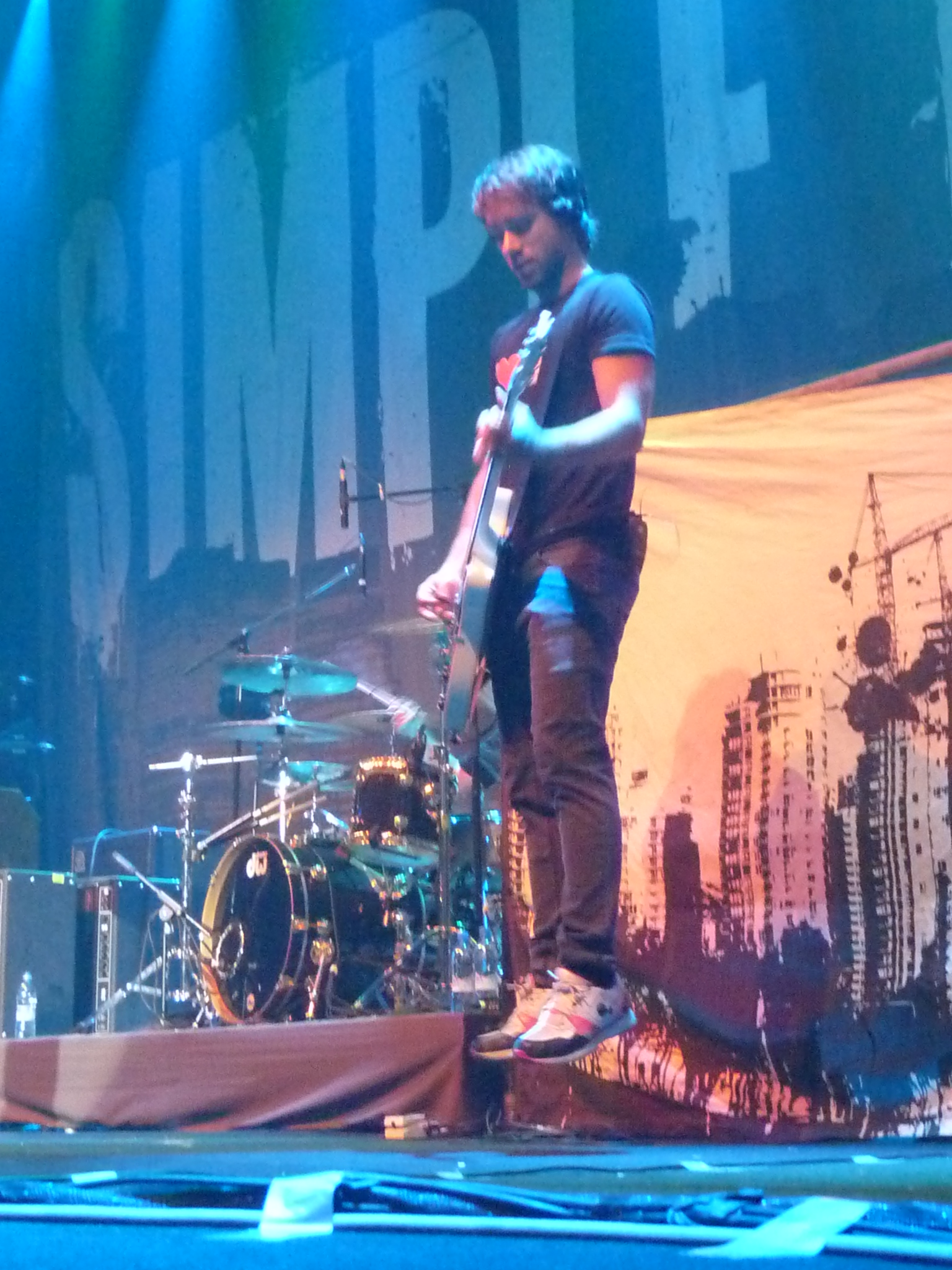
Sébastien Lefebvre (* 1981)

- Lefebvre, Stéphane (* 1992), französischer Rallyefahrer
- Lefebvre, Sylvain (* 1967), kanadischer Eishockeyspieler und -trainer
- Lefèbvre, Thomas (1636–1720), Maler und badischer Hofbaumeister
- Lefebvre, Tim (* 1968), US-amerikanischer Bassgitarrist
- Lefebvre-Desnouettes, Charles (1773–1822), französischer Divisionsgeneral der Kavallerie
- Lefel, Édith (1963–2003), französisch-karibische Sängerin
- Lefel, Émilie (* 1988), französische Badmintonspielerin
- Lefeld, Jerzy (1898–1980), polnischer Komponist, Pianist und Musikpädagoge
- Lefeldt, Wilhelm (1836–1913), Ingenieur, Erfinder und Maschinenbauer
- Leferenz, Heinz (1913–2015), deutscher Psychiater und Kriminologe
- Leferenz, Philipp (1888–1942), deutscher Unternehmer
- Leferink, Elles (* 1976), niederländische Volleyballspielerin
- Leferme, Loïc (1970–2007), französischer Apnoetaucher
- Lefert, Clément (* 1987), französischer Schwimmer
- Lefever, Edmond (1839–1911), belgischer Bildhauer
- LeFever, Jacob (1830–1905), US-amerikanischer Politiker
- Lefever, Joseph (1760–1826), US-amerikanischer Politiker
- LeFever, Matt, US-amerikanischer American-Football-Spieler und -Trainer
- Lefevere, André (1945–1996), belgischer Übersetzungswissenschaftler und Übersetzer
- Lefevere, Patrick (* 1955), belgischer Radrennfahrer und Sportlicher LeiterPatrick Lefevere (* 1955)

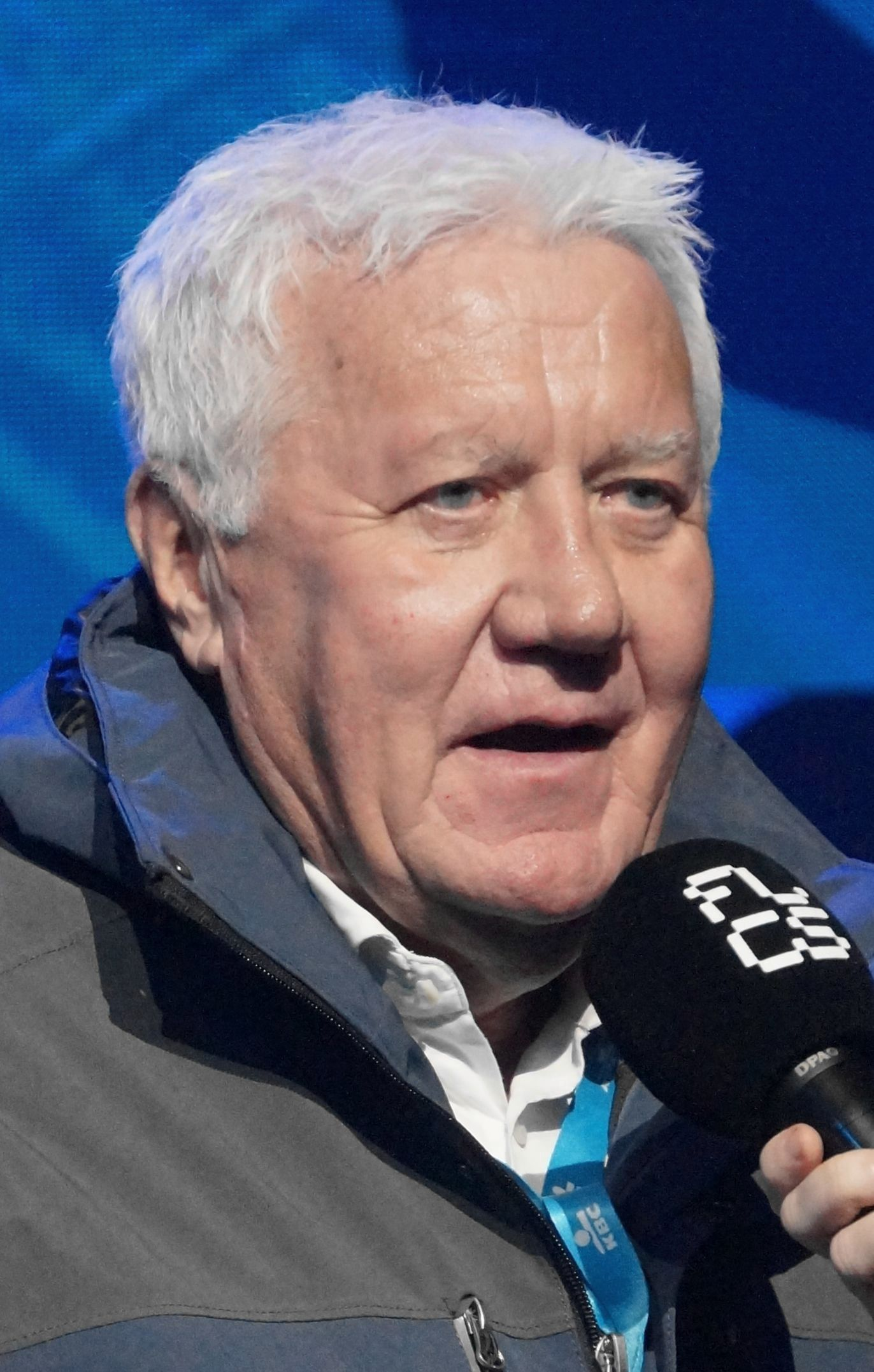
Patrick Lefevere (* 1955)

- Lefevère, Peter Paul (1804–1869), belgischer katholischer Priester, Bischof in den Vereinigten Staaten
- Lefèvre d’Étaples, Jacques († 1536), französischer Reformhumanist, Bibelübersetzer und Exeget
- Lefèvre, Adolf (1669–1733), Lübecker Jurist und Ratsherr
- Lefèvre, André (1717–1768), französischer Rechtsanwalt, Autor und Enzyklopädist
- Lefevre, Andreas (* 1979), deutscher American-Football-Spieler
- Lefèvre, Antoine (* 1966), französischer Politiker (Les Républicains)
- Lefèvre, Eckard (* 1935), deutscher Altphilologe
- Lefevre, Ernesto Tisdel (1876–1922), panamaischer Politiker, Premierminister und elfter Staatspräsident von Panama
- Lefèvre, Fabien (* 1982), französischer Kanuslalomfahrer im Kajak-Einer
- Lefèvre, Frédéric (1889–1949), französischer Journalist, Schriftsteller, Literaturkritiker und Literarhistoriker
- Lefevre, Germain (1892–1944), belgischer römisch-katholischer Geistlicher und Märtyrer
- Lefèvre, Gustave (1831–1910), französischer Musikpädagoge und Komponist
- Lefèvre, Jacques (1928–2024), französischer Säbelfechter
- Lefèvre, Jean-Xavier (1763–1829), Schweizer Komponist und Musikpädagoge
- Lefèvre, Johann Philipp (1676–1755), deutscher Kaufmann und Ratsherr der Hansestadt Lübeck
- Lefèvre, Laurent (* 1976), französischer Radrennfahrer
- Lefevre, Lily Alice (1853–1938), kanadische Lyrikerin
- Lefèvre, Louis (1890–1968), französischer Ordensgeistlicher und römisch-katholischer Erzbischof von Rabat
- Lefèvre, Lucie (* 1983), französische Radrennfahrerin
- Lefevre, Madeleine Shaw (1835–1914), britische Erzieherin und Hochschullehrerin
- Lefevre, Marius (1875–1958), dänischer Turner
- Lefèvre, Nicolas (1610–1669), französischer Chemiker
- Lefèvre, Pauline (* 1981), französische Schauspielerin und Moderatorin
- Lefèvre, Rachelle (* 1979), kanadische SchauspielerinRachelle Lefèvre (* 1979)

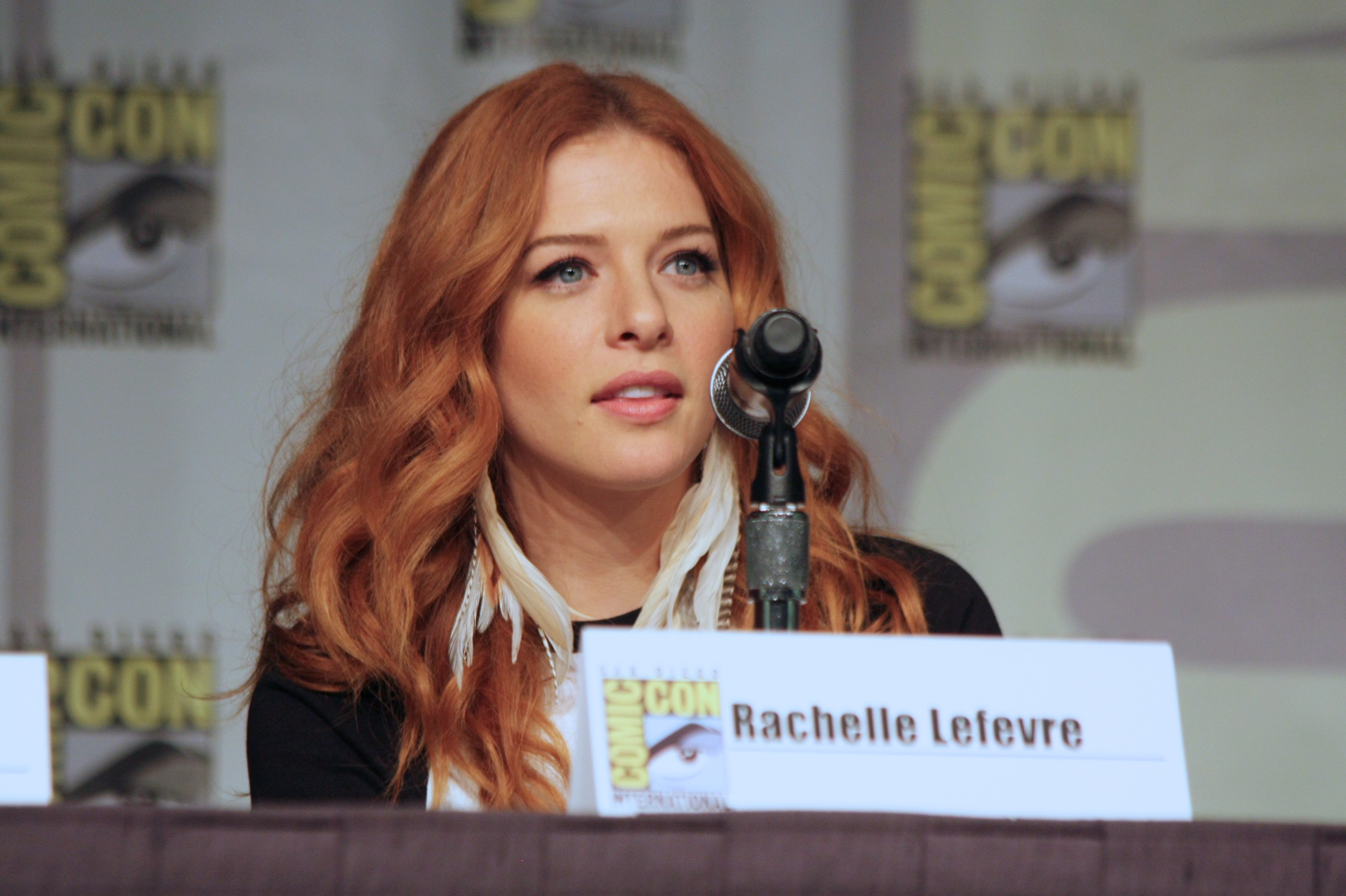
Rachelle Lefèvre (* 1979)

- Lefèvre, Raymond (1929–2008), französischer Komponist, Arrangeur und Dirigent
- Lefèvre, Robert (1755–1830), französischer Porträt- und Historienmaler
- Lefèvre, Robert (1843–1905), preußischer Kommunalpolitiker
- Lefèvre, Sandrine (* 1972), französische Badmintonspielerin
- Lefèvre, Sophie (* 1981), französische Tennisspielerin
- Lefèvre, Théo (1914–1973), belgischer Politiker und Premierminister
- Lefèvre, Wandrille (* 1989), französisch-kanadischer Fußballspieler
- Lefèvre, Wolfgang (* 1941), deutscher Wissenschaftler
- Lefèvre-Deumier, Jules (1797–1857), französischer Schriftsteller der Romantik
- Lefèvre-Pontalis, Pierre (1864–1938), französischer Diplomat

### Leff
- Leffer, Adam (1820–1883), deutscher Kaufmann und Politiker
- Leffers, Carl (1869–1929), deutscher Kaufmann und Politiker
- Leffers, Gustav (1894–1916), deutscher Jagdflieger
- Leffers, Heinrich (1865–1936), deutscher Kaufmann und Politiker (Zentrum)
- Leffers, Wilhelm (1871–1952), katholischer Geistlicher
- Lefferts, Craig (* 1957), deutschamerikanischer Baseballspieler
- Lefferts, John (1785–1829), US-amerikanischer Politiker
- Lefferts, Leff, US-amerikanischer Toningenieur
- Lefferts, Marshall (1821–1876), US-amerikanischer Ingenieur
- Leffingwell, Robert G. (1909–1984), US-amerikanischer Filmproduzent und Zeichner für Animationsfilme
- Lefflad, Michael (1828–1900), deutscher katholischer Geistlicher, Lyzealprofessor und Archivar
- Leffler, Anne Charlotte (1849–1892), schwedische Schriftstellerin
- Leffler, Celina (* 1996), deutsche Leichtathletin
- Leffler, Dick (1932–1998), australischer Hammerwerfer
- Leffler, Hakon (1887–1972), schwedischer Tennisspieler und Geschäftsmann
- Leffler, Hermann (1864–1929), deutscher Schauspieler bei Bühne und Film
- Leffler, Isaac (1788–1866), US-amerikanischer Politiker
- Leffler, Jason (1975–2013), US-amerikanischer Automobilrennfahrer
- Leffler, Melvyn P. (* 1945), US-amerikanischer Historiker
- Leffler, Paul (* 1890), deutscher Ingenieur, SS-Führer und Polizeipräsident
- Leffler, Robert (1866–1940), deutscher Opernsänger (Bass), Schauspieler und Regisseur
- Leffler, Shepherd (1811–1879), US-amerikanischer Politiker
- Leffler, Siegfried (1900–1983), deutscher nationalsozialistischer Theologe
- Leffler, Silke (* 1970), deutsche Designerin und Illustratorin
- Leffloth, Johann Matthäus († 1731), deutscher Komponist, Organist und Clavichordist
- Leffmann, Edith (1894–1984), deutsche Kinderärztin und Widerstandskämpferin
- Leffmann, Ernst (1899–1972), deutsch-niederländischer Jurist und Fabrikant
- Leffson, Ulrich (1911–1989), deutscher Wirtschaftswissenschaftler
- Lefftz, Joseph (1888–1977), elsässischer Volkskundler und Literaturwissenschaftler

### Lefi
- Lefilliâtre, Claire, französische Sopranistin
- Lefin, Menachem Mendel (1749–1826), hebräischer Schriftsteller

### Lefk
- Lefkaritis, Dinos (* 1995), zyprischer Skirennläufer
- Lefkaritis, Marios (* 1946), zypriotischer Fußballfunktionär und Industriemanager
- Lefkes, Manfred (* 1959), deutscher Fußballspieler
- Lefkovits, Ivan (* 1937), tschechoslowakisch-schweizerischer ImmunologeIvan Lefkovits (* 1937)

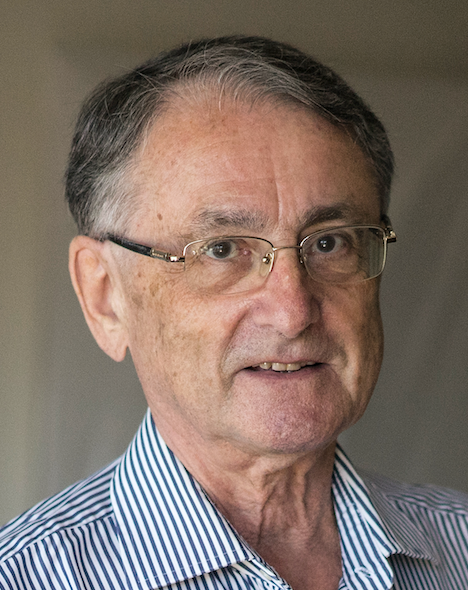
Ivan Lefkovits (* 1937)

- Lefkowitz, Joseph (1892–1983), britischer Schriftsteller und Übersetzer
- Lefkowitz, Louis J. (1904–1996), US-amerikanischer Jurist und Politiker
- Lefkowitz, Mary (* 1935), US-amerikanische Altphilologin
- Lefkowitz, Michel Jehuda (1913–2011), israelischer charedischer Rabbiner
- Lefkowitz, Robert (* 1943), US-amerikanischer Biochemiker
- Lefkowitz, Sven (* 1968), deutscher Politiker (SPD), MdL
- Lefkowitz-Brown, Chad (* 1989), US-amerikanischer Jazzmusiker

### Lefl
- Lefler, Doug, US-amerikanischer Regisseur, Drehbuchautor und Storyboard-Artist
- Lefler, Franz (1831–1898), österreichischer Maler
- Lefler, Heinrich (1863–1919), österreichischer Maler
- Lefler, Mark, US-amerikanischer Computerschachprogrammierer
- Lefley, Chuck (* 1950), kanadischer Eishockeyspieler
- LeFloid (* 1987), deutscher Verfasser und Produzent von VideosLeFloid (* 1987)

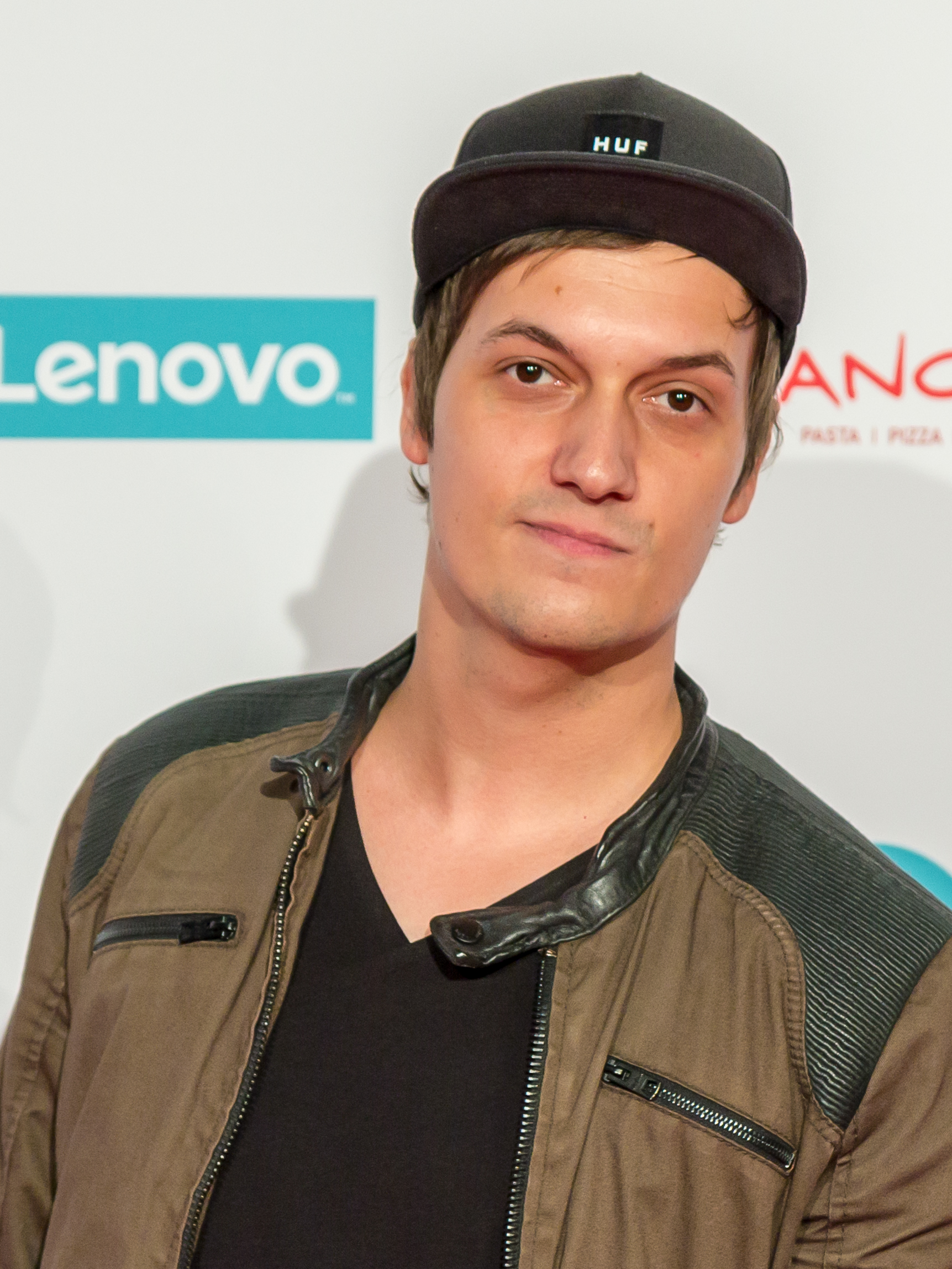
LeFloid (* 1987)

- LeFlore, Floyd (1940–2014), US-amerikanischer Jazztrompeter und Komponist
- LeFlore, Greenwood (1800–1865), US-amerikanischer Indianerrepräsentant und Politiker

### Lefm
- Lefmann, Salomon (1831–1912), deutscher Philologe
- Lefmans, Simon, deutscher Mediziner

### Lefo
- Lefort, Cecily (1900–1945), britische AgentinCecily Lefort (1900–1945)

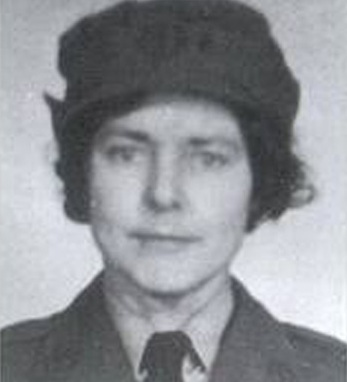
Cecily Lefort (1900–1945)

- Lefort, Claude (1924–2010), französischer Philosoph
- Lefort, Enzo (* 1991), französischer Florettfechter
- Lefort, Jean-Michel (* 1980), französischer Badmintonspieler
- Lefort, Jordan (* 1993), französischer Fußballspieler
- Lefort, Lilas (* 1979), französische Badmintonspielerin
- Lefoulon, Patrick (* 1958), französischer Kanute

### Lefr
- LeFrak, Richard (* 1945), US-amerikanischer Geschäftsmann
- Lefranc de Pompignan, Jean-Georges (1715–1790), französischer Politiker und Geistlicher, Bischof von Le Puy-en-Velay und Erzbischof von Vienne
- Lefranc, Abel (1863–1952), französischer Historiker, Romanist, Literaturwissenschaftler und Shakespeare-Forscher
- Lefranc, Alban (* 1975), französischer Schriftsteller und Übersetzer
- Lefranc, Élie (* 1932), französischer Radrennfahrer
- Lefranc, Gérard (1935–2025), französischer Fechter
- Lefranc, Guy (1919–1994), französischer Filmregisseur und Drehbuchautor
- Lefranc, Victor (1809–1883), französischer Anwalt und Politiker
- Lefranc-Duvillard, Sophie (1971–2017), französische Skirennläuferin
- Lefrançois, Pascal (* 1986), kanadischer Pokerspieler
- Lefrançois, Timothée (* 1981), französischer Radrennfahrer
- Lefrancq, Auguste (* 1889), französischer Autorennfahrer
- Lefret, Laurie, französische Schauspielerin
- Lefringhausen, Klaus (1934–2009), deutscher Sozialwissenschaftler, Integrationsbeauftragter von Nordrhein-Westfalen
- Lefroy, John Henry (1817–1890), britischer Offizier, Wissenschaftler und Kolonialverwalter

### Lefs
- Lefschetz, Solomon (1884–1972), US-amerikanischer Mathematiker
- Lefstad, Johan (1870–1948), norwegischer Eiskunstläufer

### Left
- Left Boy (* 1988), österreichischer Rapper, Sänger und MusikproduzentLeft Boy (* 1988)

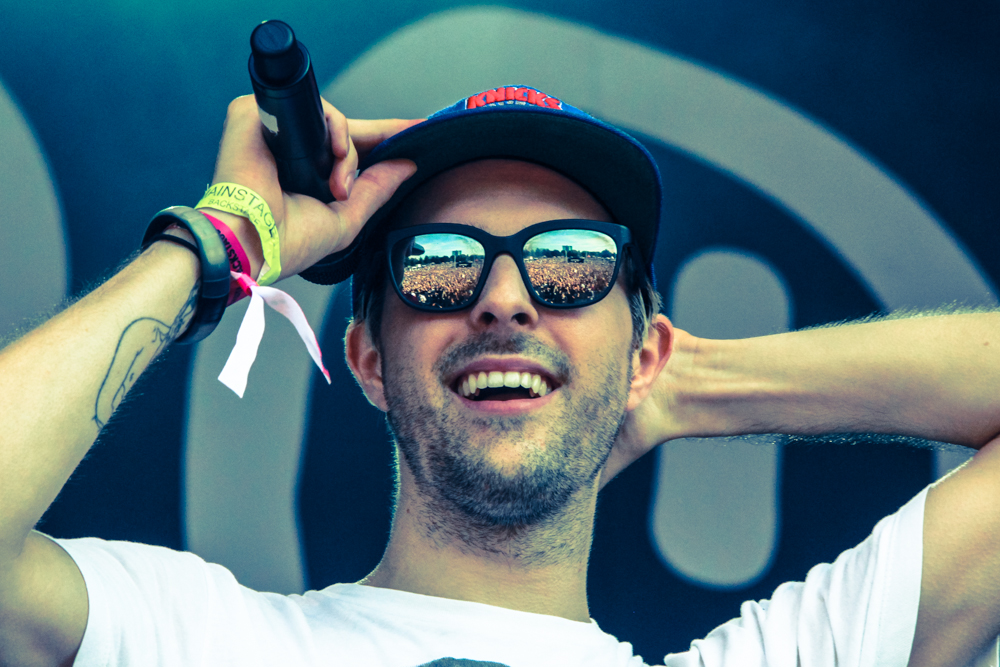
Left Boy (* 1988)

- Lefteri, Christy (* 1980), britisch-zyprische Autorin
- Leftwich, Benjamin Francis (* 1989), britischer Singer-Songwriter
- Leftwich, Byron (* 1980), US-amerikanischer American-Football-Trainer und -Spieler
- Leftwich, Jabez (1765–1855), US-amerikanischer Politiker
- Leftwich, John W. (1826–1870), US-amerikanischer Politiker

### Lefu
- Lefuel, Hector (1810–1880), französischer Architekt